# جایزه بزرگ بحرین ۲۰۲۲
جایزه بزرگ بحرین ۲۰۲۲ (که به‌طور رسمی با نام فرمول ۱ گلف ایر جایزه بزرگ بحرین ۲۰۲۲ شناخته می‌شود) یک مسابقه فرمول یک است که در تاریخ ۲۰ مارس ۲۰۲۲ در پیست بین‌المللی بحرین، یک پیست اتومبیل‌رانی در غرب بحرین برگزار می‌شود. این مسابقه به عنوان افتتاحیه فصل مسابقات جهانی فرمول یک ۲۰۲۲ و هجدهمین دوره جایزه بزرگ بحرین است.
شارل لکلرک پس از شروع از خط یک در این مسابقه پیروز شد، که اولین برد او از زمان جایزه بزرگ ایتالیا ۲۰۱۹ بود. همچنین این اولین برد فراری و کسب سکوی ۱–۲ از زمان جایزه بزرگ سنگاپور ۲۰۱۹ بود.

## زمینه

### شرکت کنندگان
رانندگان و تیم‌ها همان لیست ورود به فصل خواهند بود تنها استثنا سباستین فتل از استون مارتین بود، که نیکو هولکنبرگ جایگزین او شد زیرا آزمایش کرونای او مثبت شد. این مسابقه اولین جایزه بزرگ گوانیو ژو برای آلفارومئو بود.

### انتخاب تایر
تأمین کننده تایر پیرلی ترکیبات سی۱، سی۲ و سی۳ (به ترتیب سخت، متوسط و نرم) را برای استفاده تیم‌ها در مسابقه اختصاص داده‌است.

## تمرین
قرار است سه جلسه تمرینی برای این جایزه بزرگ برگزار شود که هر جلسه یک ساعت طول می‌کشد. اولین و دومین جلسه تمرین روز جمعه ۱۸ مارس در ساعت ۱۵:۰۰ و ۱۸:۰۰ به وقت محلی (یوتی‌سی ۳:۰۰+) برگزار می‌شود. سومین جلسه تمرین در ۱۹ مارس ساعت ۱۵:۰۰ به وقت محلی برگزار می‌شود.

## تعیین خط
تعیین خط ساعت ۱۸:۰۰ به وقت محلی در تاریخ ۱۹ مارس آغاز شد. کوین مگنوسن از هاس اولین حضور تیم در مرحله سوم تعیین خط (Q3) را از زمان جایزه بزرگ برزیل ۲۰۱۹ به دست آورد. شارل لکلرک از فراری سریع‌ترین زمان را برای پول پوزیشن ثبت کرد، جلوتر از ماکس فرستاپن و هم تیمی‌اش کارلوس ساینز.

### رده‌بندی تعیین خط
| جایگاه              | راننده         | شماره | تیم                   | زمان‌ها    | زمان‌ها    | زمان‌ها    | نوبت نهایی |
| جایگاه              | راننده         | شماره | تیم                   | مرحله اول | مرحله دوم | مرحله سوم | نوبت نهایی |
| ------------------- | -------------- | ----- | --------------------- | --------- | --------- | --------- | ---------- |
| ۱                   | شارل لکلرک     | ۱۶    | فراری                 | ۱:۳۱٫۴۷۱  | ۱:۳۰٫۹۳۲  | ۱:۳۰٫۵۵۸  | ۱          |
| ۲                   | ماکس فرستاپن   | ۱     | ردبول ریسینگ-آربی‌پی‌تی | ۱:۳۱٫۷۸۵  | ۱:۳۰٫۷۵۷  | ۱:۳۰٫۶۸۱  | ۲          |
| ۳                   | کارلوس ساینز   | ۵۵    | فراری                 | ۱:۳۱٫۵۶۸  | ۱:۳۰٫۷۸۷  | ۱:۳۰٫۶۸۷  | ۳          |
| ۴                   | سرجیو پرز      | ۱۱    | ردبول ریسینگ-آربی‌پی‌تی | ۱:۳۲٫۳۱۱  | ۱:۳۱٫۰۰۸  | ۱:۳۰٫۹۲۱  | ۴          |
| ۵                   | لوییس همیلتون  | ۴۴    | مرسدس                 | ۱:۳۲٫۲۸۵  | ۱:۳۱٫۰۴۸  | ۱:۳۱٫۲۳۸  | ۵          |
| ۶                   | والتری بوتاس   | ۷۷    | آلفارومئو-فراری       | ۱:۳۱٫۹۱۹  | ۱:۳۱٫۷۱۷  | ۱:۳۱٫۵۶۰  | ۶          |
| ۷                   | کوین مگنوسن    | ۲۰    | هاس-فراری             | ۱:۳۱٫۹۵۵  | ۱:۳۱٫۴۶۱  | ۱:۳۱٫۸۰۸  | ۷          |
| ۸                   | فرناندو آلونسو | ۱۴    | آلپاین-رنو            | ۱:۳۲٫۳۴۶  | ۱:۳۱٫۶۲۱  | ۱:۳۲٫۱۹۵  | ۸          |
| ۹                   | جورج راسل      | ۶۳    | مرسدس                 | ۱:۳۲٫۲۶۹  | ۱:۳۱٫۲۵۲  | ۱:۳۲٫۲۱۶  | ۹          |
| ۱۰                  | پیر گسلی       | ۱۰    | آلفاتاوری-آربی‌پی‌تی    | ۱:۳۲٫۰۹۶  | ۱:۳۱٫۶۳۵  | ۱:۳۲٫۳۳۸  | ۱۰         |
| ۱۱                  | استابان اوکون  | ۳۱    | آلپاین-رنو            | ۱:۳۲٫۰۴۱  | ۱:۳۱٫۷۸۲  | —         | ۱۱         |
| ۱۲                  | میک شوماخر     | ۴۷    | هاس-فراری             | ۱:۳۲٫۳۸۰  | ۱:۳۱٫۹۹۸  | —         | ۱۲         |
| ۱۳                  | لاندو نوریس    | ۴     | مک‌لارن-مرسدس          | ۱:۳۲٫۲۳۹  | ۱:۳۲٫۰۰۸  | —         | ۱۳         |
| ۱۴                  | الکساندر آلبون | ۲۳    | ویلیامز-مرسدس         | ۱:۳۲٫۷۲۶  | ۱:۳۲٫۶۶۴  | —         | ۱۴         |
| ۱۵                  | گوانیو ژو      | ۲۴    | آلفارومئو-فراری       | ۱:۳۲٫۴۹۳  | ۱:۳۳٫۵۴۳  | —         | ۱۵         |
| ۱۶                  | یوکی سونودا    | ۲۲    | آلفاتاوری-آربی‌پی‌تی    | ۱:۳۲٫۷۵۰  | —         | —         | ۱۶         |
| ۱۷                  | نیکو هولکنبرگ  | ۲۷    | استون مارتین-مرسدس    | ۱:۳۲٫۷۷۷  | —         | —         | ۱۷         |
| ۱۸                  | دنیل ریکیاردو  | ۳     | مک‌لارن-مرسدس          | ۱:۳۲٫۹۴۵  | —         | —         | ۱۸         |
| ۱۹                  | لانس استرول    | ۱۸    | استون مارتین-مرسدس    | ۱:۳۳٫۰۳۲  | —         | —         | ۱۹         |
| ۲۰                  | نیکلاس لطیفی   | ۶     | ویلیامز-مرسدس         | ۱:۳۳٫۶۳۴  | —         | —         | ۲۰         |
| زمان ۱۰۷٪: ۱:۳۷٫۸۷۳ |                |       |                       |           |           |           |            |
| منابع:              |                |       |                       |           |           |           |            |

## مسابقه
این مسابقه ساعت ۱۸:۰۰ به وقت محلی، در تاریخ ۲۰ مارس برگزار شد.

### رده‌بندی مسابقه
| جایگاه                                               | شماره | راننده         | سازنده                | دور | زمان        | امتیاز |
| ---------------------------------------------------- | ----- | -------------- | --------------------- | --- | ----------- | ------ |
| ۱                                                    | ۱۶    | شارل لکلرک     | فراری                 | ۵۷  | ۱:۳۷:۳۳٫۵۸۴ | ۲۶۱    |
| ۲                                                    | ۵۵    | کارلوس ساینز   | فراری                 | ۵۷  | ۵٫۵۹۸+      | ۱۸     |
| ۳                                                    | ۴۴    | لوییس همیلتون  | مرسدس                 | ۵۷  | ۹٫۶۷۵+      | ۱۵     |
| ۴                                                    | ۶۳    | جورج راسل      | مرسدس                 | ۵۷  | ۱۱٫۲۱۱+     | ۱۲     |
| ۵                                                    | ۴۷    | کوین مگنوسن    | هاس-فراری             | ۵۷  | ۱۴٫۷۵۴+     | ۱۰     |
| ۶                                                    | ۷۷    | والتری بوتاس   | آلفارومئو-فراری       | ۵۷  | ۱۶٫۱۱۹+     | ۸      |
| ۷                                                    | ۳۱    | استابان اوکون  | آلپاین-رنو            | ۵۷  | ۱۹٫۴۲۳+     | ۶      |
| ۸                                                    | ۲۲    | یوکی سونودا    | آلفاتاوری-آربی‌پی‌تی    | ۵۷  | ۲۰٫۳۸۶+     | ۴      |
| ۹                                                    | ۱۴    | فرناندو آلونسو | آلپاین-رنو            | ۵۷  | ۲۲٫۳۹۰+     | ۲      |
| ۱۰                                                   | ۲۴    | گوانیو ژو      | آلفارومئو-فراری       | ۵۷  | ۲۳٫۰۶۴+     | ۱      |
| ۱۱                                                   | ۴۷    | میک شوماخر     | هاس-فراری             | ۵۷  | ۳۲٫۵۷۴+     |        |
| ۱۲                                                   | ۱۸    | لانس استرول    | استون مارتین-مرسدس    | ۵۷  | ۴۵٫۸۷۳+     |        |
| ۱۳                                                   | ۲۳    | الکساندر آلبون | ویلیامز-مرسدس         | ۵۷  | ۵۳٫۹۳۲+     |        |
| ۱۴                                                   | ۳     | دنیل ریکیاردو  | مک‌لارن-مرسدس          | ۵۷  | ۵۴٫۹۷۵+     |        |
| ۱۵                                                   | ۴     | لاندو نوریس    | مک‌لارن-مرسدس          | ۵۷  | ۵۶٫۳۳۵+     |        |
| ۱۶                                                   | ۶     | نیکلاس لطیفی   | ویلیامز-مرسدس         | ۵۷  | ۱:۰۱٫۷۹۵+   |        |
| ۱۷                                                   | ۲۷    | نیکو هولکنبرگ  | استون مارتین-مرسدس    | ۵۷  | ۱:۰۳٫۸۲۹+   |        |
| ۱۸۲                                                  | ۱۱    | سرجیو پرز      | ردبول ریسینگ-آربی‌پی‌تی | ۵۶  | موتور       |        |
| ۱۹۲                                                  | ۱     | ماکس فرستاپن   | ردبول ریسینگ-آربی‌پی‌تی | ۵۴  | پمپ سوخت    |        |
| ب.                                                   | ۱۰    | پیر گسلی       | آلفاتاوری-آربی‌پی‌تی    | ۴۴  | موتور       |        |
| سریع‌ترین دور: شارل لکلرک (فراری) - ۱:۳۴٫۵۷۰ (دور ۵۱) |       |                |                       |     |             |        |
| منابع:                                               |       |                |                       |     |             |        |

یادداشت‌ها
- ^ ۱ – یک امتیاز برای سریع‌ترین دور.
- ^  – سرجیو پرز و ماکس فرستاپن به دلیل اینکه بیش از ۹۰ درصد مسافت مسابقه را طی کردند در رده‌بندی قرار گرفتند.[۱۱]

## رده‌بندی قهرمانی پس از مسابقه
جدول رده‌بندی قهرمانی رانندگان
| جایگاه | راننده        | امتیازات |
| ------ | ------------- | -------- |
| ۱      | شارل لکلرک    | ۲۶       |
| ۲      | کارلوس ساینز  | ۱۸       |
| ۳      | لوئیس همیلتون | ۱۵       |
| ۴      | جورج راسل     | ۱۲       |
| ۵      | کوین مگنوسن   | ۱۰       |
| منبع:  |               |          |

جدول رده‌بندی قهرمانی سازندگان
| جایگاه | سازنده          | امتیازات |
| ------ | --------------- | -------- |
| ۱      | فراری           | ۴۴       |
| ۲      | مرسدس           | ۲۷       |
| ۳      | هاس-فراری       | ۱۰       |
| ۴      | آلفارومئو-فراری | ۹        |
| ۵      | آلپاین-رنو      | ۸        |
| منبع:  |                 |          |

- یادداشت: فقط پنج رده برتر برای هر دو مجموعه رده‌بندی قرار داده شده است.